# Magyarul Balóval
A Magyarul Balóval egy 2015 februárjában debütáló hazai saját készítésű közéleti és politikai háttérműsor volt, amelyet először RTL II csatornáján vetítettek élő adásban, de 2016 januárjától átkerült annak anyacsatornájához, az RTL Klubhoz késő esti kezdéssel immár rögzített adásban (korábban szintén ugyanitt, ugyanebben a napszakban voltak láthatóak ismétlésben a délutáni RTL II-es felvételek adásai). A műsor főszerkesztője és műsorvezetője Baló György volt, aki korábban 2010-ig a Magyar Televízió munkatársa volt, hasonló műsorokat vezetve és szerkesztve (pl. Az Este, A Szólás Szabadsága és Kassza).
A műsor minden hétköznap különböző tematikus témákkal jelentkezett egy-egy alkalmi vendég részvételével, de időnként politikai vitaműsorokra is sor került a parlamenti pártok képviselőinek részvételével. A műsor önmeghatározása szerint "arra vállalkozik, hogy aki nézi, mindannyiunkat érintő, lényeges témákról részleteket, összefüggéseket tudjon meg a műsorból."
A 2019. január 7-i adásban Baló György bejelentette, hogy másnaptól határozatlan ideig szünetelt a műsora. Ezt a műsorvezető saját maga kérte, elmondása szerint a több éves napi műsorkészítés megviselte, pihenésre és orvosi kezelésre is szüksége volt. Bár az utolsó adása végén úgy köszönt el, hogy "...azért a viszontlátásra!", azonban a műsora már nem térhetett vissza, mert 2019. március 18-án Baló György elhunyt. És így a műsora végleg lekerült az RTL Klubról.

## Megítélése
Egyes, a baloldali ellenzékhez köthető internetes véleményportálok összefüggést láttak a csatorna és a harmadik Orbán-kormány között akkor éppen elmérgesedő viszony és Baló György 2015 eleji leigazolása között. Az Index.hu-hoz köthető Comment.com szerzője szerint az átpolitizálódó RTL Híradó mellett a csatorna Baló műsorának elindításával „új frontot nyit a Fidesz elleni médiaharcban”. Az első, február 2-i adás után a portál megjegyezte, hogy az RTL Klub nem Baló műsorával fog „kormányt buktatni”, hozzátéve, hogy az első adás „egyszerűen nem döntötte el, hogy kinek is akar szólni”, számon kérve a közérthetőség és a szakmaiság közötti egyensúly hiányát.

## Vendégműsorvezetők
2017 decemberében, Baló Györgyöt betegsége miatt két hétig helyettesíteni kellett a műsorban.
- Rábai Balázs
- Kéri Barna(bás)
- Boros Krisztina

## Külső linkek
- Magyarul Balóval hivatalos honlap